# Omvendt osmose
Omvendt osmose er en filtreringsmetode som ligner membranfiltrering, men der er vigtige forskelle mellem omvendt osmose og filtrering. I membranfiltrering standses partikler fordi de er større end filterets åbninger og denne filtreringsmetode sker dermed uafhængig af tryk og partikelkoncentration af den opløsning, som skal filtreres. I omvendt osmose sker separationen af forskellige stoffer ved diffusion gennem en halvgennemtrængelig membran.
Processen sker ved at man øger trykket i opløsningen som skal renses sådan at trykket bliver højere end det osmotiske tryk mellem opløsningen (urenset væske) og opløsningsmidlet (renset væske).
Eksempelvis vil der være en osmotisk trykforskel mellem saltvand og ferskvand, når de to forbindes med en halvgennemtrængelig membran. Denne osmotiske trykforskel fører til at vandmolekyler naturlig vandrer gennem membranen fra ferskvands- til saltvandssiden. Dersom trykket på saltvandet øges sådan at det overstiger det osmotiske tryk, vil strømmen af vandmolekyler vende og processen kan for eksempel bruges til afsaltning af havvand.